# Piętnastolatka
Piętnastolatka (tytuł oryg. Quinceañera) – amerykański dramat filmowy z 2006 roku, napisany oraz wyreżyserowany przez Richarda Glatzera i Washa Westmorelanda. Projekt miał swoją premierę podczas Sundance Film Festival styczniem 2006, następnie prezentowany był podczas ogólnoświatowych festiwali, w tym na prestiżowym Berlinale. Został wyróżniony wieloma nagrodami i nominacjami.
Fabuła skupia się na losach nastoletniej Magdaleny, która zachodzi w niechcianą ciążę, oraz jej kuzyna-geja Carlosa, do którego się wprowadza, nie mogąc porozumieć się z rodzicami.

## Fabuła
Czternastoletnia Magdalena wychowuje się w latynoskiej dzielnicy Los Angeles. Od jakiegoś czasu poświęca myśli i uwagę tylko swojemu chłopakowi, sukience, którą założy na obchody tradycyjnego święta quinceañera i wymarzonej limuzynie, którą chce pojechać na przyjęcie. Sielskie życie nastolatki zakłóca zajście w niechcianą ciążę. Dowiaduje się o tym jej rodzina, przez co marzenia o szampańskiej zabawie w uroczysty wieczór ukończenia piętnastego roku życia legną w gruzach; rodzice Magdaleny wyznają bowiem tradycyjny system wartości rodem z Meksyku.
Bohaterka wyprowadza się z domu. Zdana jest na pogodnego i skorego do pomocy wuja-staruszka oraz mieszkającego z nim Carlosa. Carlos, kuzyn Magdaleny, ma własne problemy − jest homoseksualistą, byłym członkiem gangu i buntownikiem, przez co wyrzekła się go najbliższa rodzina. Młody mężczyzna nawiązuje romans ze swoim sąsiadem Garym, który tkwi jednak w związku z zazdrosnym i mściwym Jamesem.

## Obsada
- Emily Rios − Magdalena
- Jesse Garcia − Carlos
- Chalo González − wuj Tomas Alvarez
- Jesus Castaños-Chima − Ernesto
- David W. Ross − Gary
- Johnny Chavez − wuj Walter
- J.R. Cruz − Herman
- Araceli Guzmán-Rico − Maria
- Jason L. Wood − James
- Carmen Aguirre − ciotka Silvia
- Teresa-Michelle Ruiz − matka Hermana
- Margarita Lugo − ciotka Candy
- Listette Avila − Jessica
- Alicia Sixtos − Eileen May Garcia
- Rebecca Lopez − Wendy
- Germán Campos − Chambelàn

## Nagrody i wyróżnienia
- 2006, Sundance Film Festival:
  - nagroda Grand Jury Prize w kategorii film dramatyczny (nagrodzeni: Richard Glatzer i Wash Westmoreland)
  - Nagroda Audiencji w kategorii film dramatyczny (Richard Glatzer i Wash Westmoreland)
- 2006, Atlanta Film Festival:
  - Nagroda Audiencji w kategorii najlepszy film narracyjny (Richard Glatzer i Wash Westmoreland)
- 2006, Humanitas Prize:
  - nagroda Humanitas Prize w kategorii film z Sundance (Richard Glatzer i Wash Westmoreland)
- 2007, ALMA Awards:
  - nagroda ALMA w kategorii wybitny aktor w filmie kinowym (Jesse Garcia)
  - nominacja do nagrody ALMA w kategorii wybitny film kinowy
  - nominacja do nagrody ALMA w kategorii wybitna aktorka w filmie kinowym (Emily Rios)
- 2007, GLAAD Media Awards:
  - nagroda GLAAD Media w kategorii wybitny film − wydanie (DVD − przyp.) limitowane
- 2007, Casting Society of America, USA:
  - nominacja do nagrody Artios w kategorii najlepszy casting do niezależnego filmu fabularnego (Jason L. Wood)
- 2007, Imagen Foundation Awards:
  - nominacja do nagrody Imagen w kategorii najlepszy film
  - nominacja do nagrody Imagen w kategorii najlepsza reżyseria filmu (Richard Glatzer i Wash Westmoreland)
  - nominacja do nagrody Imagen w kategorii najlepszy aktor w filmie (Jesse Garcia)
  - nominacja do nagrody Imagen w kategorii najlepsza aktorka w filmie (Emily Rios)
  - nominacja do nagrody Imagen w kategorii najlepszy aktor drugoplanowy w filmie (Chalo González)
- 2007, Independent Spirit Awards:
  - nagroda im. Johna Cassavetesa (Richard Glatzer, Wash Westmoreland i Anne Clements)
- 2007, Young Artist Awards:
  - nominacja do Nagrody Młodych Artystów w kategorii najlepszy występ pierwszoplanowy młodej aktorki w filmie fabularnym (Emily Rios)
- 2008, Independent Spirit Awards:
  - nominacja do Nagrody Producentów (Anne Clements; także za Ping Pong Playa)